# Siljansnäs-Anders
Siljansnäs-Anders (Molars Anders Andersson), född 21 februari 1872 i Leksands församling, Kopparbergs län, död 5 april 1919 i byn Mon,  Siljansnäs församling, Kopparbergs län , var en svensk brottare i tungviktsklassen och en av sin tids främsta hand- och tandatleter
I början av 1900-talet satte han världsrekord i tandlyft med 224,5 kg. Under sin aktiva tid var han känd under namn som Siljansnäsarn, Starke Andersson och Den starke dalkarlen. 

## Biografi
Siljansnäs-Anders var aktiv som atlet och brottare under åren 1897-1919. Hans mest kända kraftprov var att slå sju till åtta tum långa spikar genom upp till fyra tum tjocka plankor med bara handen. Dessutom hade han ytterligare ett tiotal styrkenummer på sin repertoar, bland annat rätade han ut hästskor med blotta händerna. År 1900 uppträdde han på Alhambra på Djurgården – en av Stockholms populäraste varietéteatrar. Siljansnäs-Anders turnerade i hela Sverige men även i Norge, Danmark och USA. År 1903 satsade han på en karriär som professionell tungviktsbrottare och atlet i New York. Han gjorde succé och började marknadsföras som the Strongest Man in the World. På grund av en axelskada återvände han till Sverige efter endast fyra månader. År 1905 återvände han till USA och återupptog sin brottarkarriär. Han uppträdde även som atlet i delstaterna New York, Connecticut, Pennsylvania, Illinois och Minnesota (han besökte även Massachusetts, Ohio, Indiana och Wisconsin). Sina största framgångar som professionell brottare nådde han i Chicago år 1906 där han gick obesegrad genom sju brottningsmatcher i grekisk-romersk stil under en period på tre månader. Vid denna tid blev han känd i svenskbygderna som the Terrible Swede. Totalt deltog Siljansnäs-Anders i åtminstone 15 professionella brottningsmatcher under sina år i USA. Han återvände till Sverige i maj 1906 och fortsatte uppträda som atlet fram till sin död. Siljansnäs-Anders avled i Karlstad 47 år gammal.